# Leo Adams
Leo Adams (* 7. November 1942 in Toppenish, Washington) ist ein amerikanischer Künstler und Designer. Als Angehöriger der Yakama Nation zählt er zu den wichtigsten Künstlern des pazifischen Nordwestens der Vereinigten Staaten.

## Leben
Leo Adams wuchs im Reservat der Yakama-Indianer auf. Nach seinem Abschluss an der Wapato High School 1961 studierte er Illustration und Grafikdesign am Art Center College of Design in Los Angeles und am Seattle Art Institute. 
Seit Mitte der 1960er Jahre arbeitet Leo Adams als professioneller Künstler. Ende der 1960er und Anfang der 1970er Jahre lebte er in Seattle und stellte in der Richard White Gallery (später Foster/White) aus. 1970 erwarb er ein Grundstück am nördlichen Rand der Yakama-Reservation und begann mit dem Bau seines Hauses auf dem Ahtanum Ridge, das er seit 1972 bewohnt. Das mit einfachen Mitteln und wiederverwendeten Materialien errichtete Haus spiegelt die Landschaft und Adams' gestalterische Vorstellungskraft wider und wurde in zahlreichen Architektur- und Designpublikationen vorgestellt.

## Werk
Adams' Gemälde zeichnen sich durch eine reiche Textur und die Verwendung von Erdtönen wie Braun, Ocker, Grau und Sandfarben aus, die die Vegetation und die Felsformationen in der Umgebung seines Hauses darstellen. Seine Werke wurden im ganzen Land ausgestellt und sind in bedeutenden Sammlungen wie dem Northwest Museum of Arts and Culture vertreten.